# كيران بيدي
كيران بيدي (بالهندية:डॉ॰ किरण बेदी)(ولدت في 9 في أمريتسار ) هي شرطية ولاعبة تنس وسياسية هندية. انضمت إلى الخدمة العامة للشرطة في عام 1972 وأصبحت بذلك أول امرأة تعمل كشرطية في الهند.
في عام 2010 ، شاركت في حركة آنا هازار لمكافحة الفساد . انضمت إلى حزب بهاراتيا جاناتا في عام 2015 وتم تعيينها ملازماً لحاكم إقليم بونديشيري في عام 2016
في التسعينيات، ترأست سجن تيهار في دلهي وحصلت على جائزة رامون ماجسايساي في عام 1994 لإصلاحاتها هناك. قامت بإعداد دروس التأمل فيباسانا للسجناء.
تقاعدت بيدي من عملها كشرطية في عام 2007 بعد 35 عامًا من الخدمة.

## النشاط السياسي
تشارك كيران بيدي في حركة مكافحة الفساد لعام 2011 مع آنا هازار .
بعد فترة طويلة من رفضها خوض المجال السياسي، أعلنت عن دعمها لناريندرا مودي في الانتخابات التشريعية الهندية 2014. انضمت إلى
حزب بهاراتيا جاناتا وترشحت لمنصب رئيس وزراء دلهي في انتخابات 7 فبراير 2015 لكنها تعرضت للاعتداء على يد زميلها السابق في حركة مكافحة الفساد آرفيند كيجريوال، والذي يمثل حزب آم آدمي.